# 70 Dywizjon Rakietowy Obrony Powietrznej
70 Dywizjon Rakietowy Obrony Powietrznej (70. dr OP) – samodzielny pododdział Wojska Polskiego.
Dywizjon sformowany został w 1974 w Łunowie, podlegał dowódcy 26 Brygady Rakietowej Obrony Powietrznej. Rozformowany w 2000.

## Historia
70 dr OP sformowany został 22 października 1974 roku jako 70 Dywizjon Ogniowy OPK. Był jednym z czterech nowo powstałych dywizjonów rakietowych 26 Brygady.
10 maja 1975 z transportu kolejowego na stacji Trzebiatów odebrano zestaw przeciwlotniczy S-125 Newa, który był zasadniczym sprzętem bojowym dywizjonu.
We wrześniu 1976 na poligonie w Aszułuku, w ZSRR odbywa się pierwsze strzelanie bojowe, kolejne w roku 1986.
W dniach 4–29 maja 1999 razem z pozostałymi dywizjonami 26 BR OP w pierwszym międzynarodowym ćwiczeniu pod kryptonimem OCELOT–99. W ćwiczeniu brali też udział żołnierze armii czeskiej i niemieckiej.
W listopadzie 2000 roku dywizjon został rozformowany.

## Dowódcy dywizjonu
- 1974-1979 – mjr dypl. Andrzej Dąbrowski
- 1979-1982 - płk dypl Roman Tumialis
- 1982-1989 – ppłk Eugeniusz Suchłabowicz
- 1989-1996 – ppłk Józef Gacek
- 1999 – mjr mgr inż. Jerzy Kopeć (p.o.)